# Stanisław Kawula
Stanisław Kawula (ur. 8 maja 1939 w Koniczynce, zm. 6 grudnia 2014 w Podlejkach) – polski pedagog, profesor i rektor Wyższej Szkoły Pedagogicznej w Olsztynie, profesor Uniwersytetu Gdańskiego i Uniwersytetu Warmińsko-Mazurskiego w Olsztynie.

## Życiorys
Syn Władysława i Antoniny. W 1963 ukończył studia na Uniwersytecie Mikołaja Kopernika w Toruniu. Pracował m.in. jako nauczyciel w Liceum Pedagogicznym w Toruniu. W 1971 obronił doktorat, w 1975 habilitował się, w 1986 otrzymał tytuł naukowy profesora. W latach 1978–1982 był dyrektorem Instytutu Pedagogiki i Psychologii Uniwersytetu Mikołaja Kopernika. Od 1986 profesor nadzwyczajny w Wyższej Szkole Pedagogicznej w Olsztynie, pełnił na tej uczelni w latach 1986–1990 funkcję rektora. W latach 1992–1996 był profesorem zwyczajnym Uniwersytetu Gdańskiego.
Po utworzeniu Uniwersytetu Warmińsko-Mazurskiego w Olsztynie (1999) został profesorem zwyczajnym oraz kierownikiem Katedry Pedagogiki Społecznej (na Wydziale Pedagogiki i Wychowania Artystycznego). Wchodził również w skład Senatu uczelni. W latach 1988–1992 był wiceprezesem Towarzystwa Naukowego im. Wojciecha Kętrzyńskiego w Olsztynie. Należał ponadto m.in. do Gdańskiego Towarzystwa Naukowego i Polskiego Towarzystwa Pedagogicznego. W latach 1982–1988 i 1999–2002 (ponownie od 2004) wchodził w skład Komitetu Nauk Pedagogicznych Polskiej Akademii Nauk.
Był zaangażowany w działalność Ośrodka Badań Naukowych im. Wojciecha Kętrzyńskiego w Olsztynie.

## Odznaczenia
Został odznaczony m.in. Krzyżem Oficerskim (2003) i Krzyżem Kawalerskim Orderu Odrodzenia Polski oraz Medalem Komisji Edukacji Narodowej. Otrzymał również trzy nagrody Ministra Nauki, Szkolnictwa Wyższego i Techniki I stopnia.

## Publikacje
W pracy naukowej zajmował się m.in. pedagogiką społeczną, pedagogiką rodziny, subkulturami młodzieżowymi. Opublikował ponad 200 prac naukowych, w tym kilkanaście książek, m.in.:
- Studia z pedagogiki społecznej, Wydawnictwo WSP, Olsztyn 1988, ss. 235, ISBN 83-85010-44-0
- Szkoła alternatywna – z teorii i praktyki szkół waldorfskich (red.), Wydawnictwo WSP, Olsztyn 19942, ss. 124, ISBN 83-85513-48-5
- Pedagogika rodziny. Obszary i panorama problematyki (współaut.), Wydawnictwo Adam Marszałek, Toruń 1997, ss. 364, ISBN 83-7174-111-1
- Człowiek w relacjach socjopedagogicznych. Szkice o współczesnym wychowaniu, Wydawnictwo Edukacyjne Akapit, Toruń 1999, ss. 308, ISBN 83-905248-5-6
- Pedagogika społeczna. Dokonania-aktualność-perspektywy (red.), Wydawnictwo Adam Marszałek, Toruń 2001, ss. 666, ISBN 83-7174-943-0
- Pomocniczość i wsparcie. Kategorie pedagogiki społecznej, 2002.

## Życie prywatne
Był rozwiedziony. Osierocił córkę Martę i syna Jana.